# Ny (dorp)
Ny is een dorpje in de Belgische provincie Luxemburg. Het dorpje behoort tot de gemeente Hotton en is vooral bekend omwille van zijn kasteelhoeve. Ny behoort tot de mooiste dorpjes van Wallonië. Het dorpje bevindt zich in een vallei omringd door prachtige natuur. De meeste huizen zijn oude boerenhoven die gerestaureerd zijn.

## Geschiedenis
Op het eind van het ancien régime werd Ny-La Baraque een zelfstandige gemeente, maar deze werd in 1812 weer opgeheven en Ny werd bij de gemeente Soy aangehecht. Bij de gemeentelijke fusies van 1977 werd Soy een deelgemeente van Érezée, maar Ny werd afgesplitst en aangehecht bij de gemeente Hotton.

## Bezienswaardigheden
- Onze-Lieve-Vrouwekerk.
- De kasteelhoeve van Ny. In de hoeve worden onder andere Nederlandstalige kinderkampen met ridders, jonkvrouwen, heksen, tovenaars en draken georganiseerd.

## Wielrennen
In het wielrennen is de plaats bekend van de Côte de Ny. De beklimming start in het dorpje Ny en de top ligt in de plaats Soy. De klim is 3,5 kilometer lang, kent een hoogteverschil van zo'n 180 meter en heeft een gemiddeld stijgingspercentage van 5 procent, met een maximum van bijna 11 procent.
De beklimming werd in 2008 en 2009 opgenomen in de wielerklassieker Luik-Bastenaken-Luik. In beide edities was het de eerste beklimming, vlak voor de klim in La Roche-en-Ardenne, op de heenweg naar Bastenaken. De klim werd toen niet volledig tot de top verreden: na ruim twee kilometer, bij het binnenrijden van Soy, ging men op de N807 rechtsaf naar Hotton.